# E3 Harelbeke 1987
De E3 Harelbeke 1987 was de 30e editie van de wielerklassieker E3 Harelbeke en werd verreden op 26 maart 1987. Eddy Planckaert kwam na 225 kilometer als winnaar over de streep.

## Uitslag
| Plaats  | Naam              | Ploeg                           | Tijd     |
| ------- | ----------------- | ------------------------------- | -------- |
| Winnaar | Eddy Planckaert   | Panasonic                       | 5u04’00” |
| 2       | Jelle Nijdam      | Superconfex-Kwantum Hallen-Yoko | + 12”    |
| 3       | Marc Sergeant     | Lotto-Eddy Merckx               | z.t.     |
| 4       | Hendrik Redant    | Robland-Isoglass-Galli          | + 2’30”  |
| 5       | Eric Vanderaerden | Panasonic                       | z.t.     |
| 6       | Jos Lammertink    | Transvemij-Van Schilt-Floorgres | z.t.     |
| 7       | Phil Anderson     | Panasonic                       | z.t.     |
| 8       | Nico Verhoeven    | Superconfex-Kwantum Hallen-Yoko | z.t.     |
| 9       | Martial Gayant    | Systeme U                       | z.t.     |
| 10      | Franky Van Oyen   | Sigma                           | z.t.     |